# Peer assessment
Peer assessment neboli vzájemné hodnocení studentů je proces pedagogického hodnocení, při kterém se studenti hodnotí mezi sebou. Toto hodnocení se odvíjí od předem stanovených relevantních kritérií (obsah, forma, myšlenky a případné problémy ohledně konkrétní práce). Vzájemné hodnocení je vyjadřováno počtem bodů, slovním či textovým ohodnocením nebo známkou. Vzájemné hodnocení je možné využívat během vyučovacích hodin, ale je také vhodným nástrojem hodnocení skupinové práce či samostatných a domácích prací. Podle účelu, k jakému je hodnocení použito můžeme dále rozlišovat mezi formativním a sumativním hodnocením. Vzájemné hodnocení je využíváno k oběma těmto formám. Někteří odborníci rozlišují mezi procesem vzájemného hodnocení a procesem vzájemné zpětné vazby. Vzájemná zpětná vazba v tomto smyslu označuje stejný proces jako vzájemné hodnocení. Rozdílem je to, že při vzájemné zpětné vazbě se studenti vzájemně hodnotí pouze slovními či psanými komentáři, nikoli známkou nebo body. Velká část odborníků tyto dva pojmy považuje za totožné. Při dodržení předem stanovených pravidel hodnocení má využití vzájemného hodnocení řadu pedagogických přínosů, jako například rozvíjení některých klíčových kompetencí. Potenciálním rizikem je nedodržení pravidel studenty (hodnocení na základě osobních sympatií či jiných osobních charakteristik atd) či nesprávné vedení hodnocení ze strany pedagoga.

## Důvody pro využití vzájemného hodnocení
1. Umožnění studentům se aktivně zapojit do procesu vlastního vzdělávání[7]
2. Podpora vývoje objektivity ve vztahu k akademickým standardům u studentů[6]
3. Rozvíjení schopnosti podávat konstruktivní zpětnou vazbu[8]
4. Rozvíjení kritického myšlení[9]
5. Napomáhání studentům lépe přijímat hodnocení od svých vrstevníků[4]
6. Získání hodnocení rychleji, než od učitele (v rámci vzájemného hodnocení nemusí studenti čekat, než učitel opraví všechny práce)[10]

## Podmínky, předpoklady a pravidla pro zajištění vzájemného hodnocení
Pro zajištění kvalitního vzájemného hodnocení je třeba vytvořit odpovídající prostředí. Ve skupině studentů, kteří se vzájemně hodnotí je třeba, aby v této skupině všichni znali hodnocená kritéria a dostatečně jim rozuměli. Dále je třeba, aby si v takové skupině studenti vzájemně důvěřovali a také důvěřovali učiteli. Důvěra je základním kamenem kvalitního vzájemného hodnocení. Studenti také musí dbát na základní předpoklad vzájemného hodnocení. Tím je hodnocení pouze představené práce či výkonu, nikoli hodnocení na základě osobních sympatií, postavení ve skupině a jiných vlastností studenta.
K eliminování potenciálních rizik vzájemného hodnocení (jako je hodnocení na základě vlastností studenta či vzájemných sympatií) je třeba si ve skupině předem stanovit nejen kritéria hodnocení ale také pravidla tohoto hodnocení.,
Kritéria hodnocení se odvíjí od toho, co je konkrétně hodnoceno (skupinová práce, prezentace jednotlivce, diskuze na téma atd.).Kritériem tedy může být myšleno například míra práce jednotlivce v týmu, kvalita vedení diskuze, kvalita prezentace nebo kvalita obsahu práce)
Pravidla mohou zahrnovat strukturu diskuze či hodnocení, apel na dodržování stanovených kritérií či způsob vyjadřování, kladení důrazu na pozitivní hodnocení a teprve následné hledání negativ. Takovým pravidlem může být například zákaz skákání ostatním do řeči či dodržování slušného vystupování. Podoba těchto pravidel je různá. Obecně lze, ve vztahu k zamýšlenému cíli, rozdělit pravidla na tři kategorie.
1. Pravidla určená pouze učitelem (využíváno, pokud je zamýšlen specifický cíl)
2. Pravidla stanovená učitelem společně se studenty
3. Pravidla určená pouze studenty

## Klíčové kompetence rozvíjené vzájemným hodnocením
Správné využití vzájemného hodnocení může u studentů rozvíjet řadu klíčových kompetencí. To je jeden ze základních pedagogických přínosů vzájemného hodnocení. Níže uvedené příklady vychází z článku Aleny Rakoušové o vzájemném hodnocení na metodickém portálu rvp.cz.

### Klíčové kompetence komunikativní
- Student rozvíjí dovednost vyjádřit a formulovat své myšlenky a názory v logickém sledu.
- Student se učí zapojovat se do diskuzí a obhajovat vlastní názor vhodnou argumentací.
- Student rozvíjí dovednost porozumění hodnotícím symbolům a jiným prostředkům, které jsou pro něj zpětnou vazbou.

### Klíčové kompetence sociální a komunikativní
- Student se učí respektovat přesvědčení druhého, vážit si jeho vnitřních hodnot a vcítit se do jeho situace.
- Student rozvíjí pochopení základních principů a společenských norem. Vede k uvědomění si vlastních práv a povinností jak ve škole, tak mimo ni.
- Student se učí samostatně a zodpovědně se rozhodovat podle situace a vlastních možností.

### Klíčové kompetence k řešení problémů
- Student se učí vnímat problémové situace ve škole, přemýšlet o nesrovnalostech a jejich příčinách, promyslí a naplánuje způsob řešení problému a uplatňuje vlastní úsudek a vlastní zkušenosti.
- Student se učí nenechat se odradit případným nezdarem.
- Student sleduje vlastní pokrok při zdolávání problémů s uplatňováním vzájemného hodnocení.

### Klíčové kompetence k učení
- Pro vzájemné hodnocení vybírají studenti vhodné efektivní způsoby, metody a strategie, plánují a organizují a řídí proces vzájemného hodnocení.
- Student při vzájemném hodnocení operuje s obecně užívanými termíny, znaky a symboly, uvádí věci do souvislostí, propojuje poznatky z různých oblastí a vytváří komplexnější pohled na jevy svého okolí.
- Student se učí samostatně pozorovat, posuzovat a vyvozovat závěry.

## Vztah vzájemného hodnocení a sebehodnocení
Další z předností vzájemného hodnocení je spojitost s procesem sebehodnocení. Sebehodnocení označuje schopnost studenta identifikovat externí standardy a kritéria kvality práce (to, co je na práci hodnoceno učitelem), aplikovat tato kritéria na svou vlastní práci a usoudit, jestli tato kritéria naplnili či ne.
Vzájemné hodnocení a sebehodnocení vyžaduje řadu společných dovedností (schopnost objektivního úsudku, kritického myšlení atd). Vzájemné hodnocení tak může zlepšovat u proces sebehodnocení u studentů. Pokud je studentovi poskytnuto hodnocení od jeho vrstevníků ve formě otázek či komentářů, může lépe reflektovat úroveň a kvalitu své vlastní práce. Vrstevníci tak studentovi poskytují informace, podle kterých může svou práci zhodnotit.